# Saint-Michel, Charente
 Saint-Michel  là một xã ở tỉnh Charente phía tây nước Pháp. Xã này có diện tích 2,46 km², dân số năm 1999 là 2960 người. Khu vực này có độ cao trung binh 33 mét trên mực nước biển.